# Upałty (wyspa)

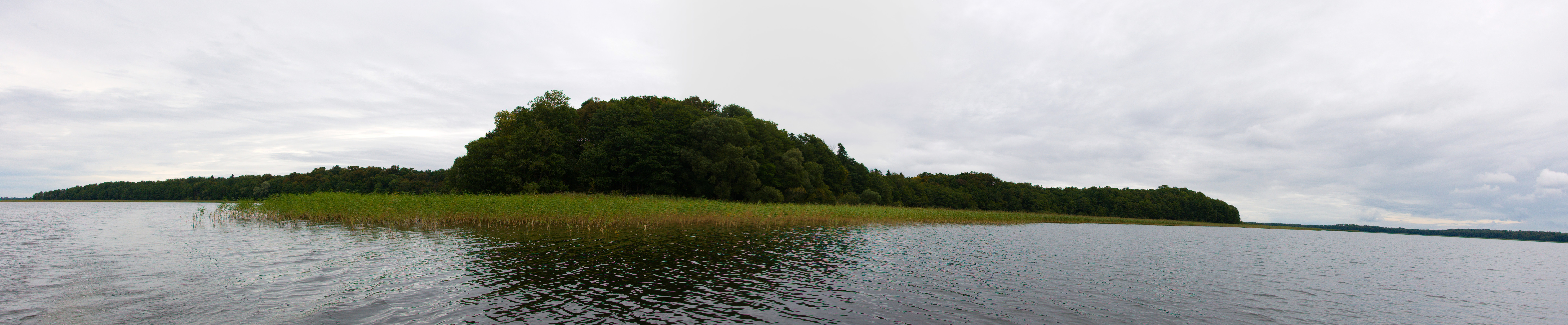
Upałty od zachodu

Upałty (niem. Upalten) – wyspa na jeziorze Mamry. Powierzchnia wyspy wynosi 67 ha. Największa wyspa na Mamrach i w Krainie Wielkich Jezior Mazurskich.

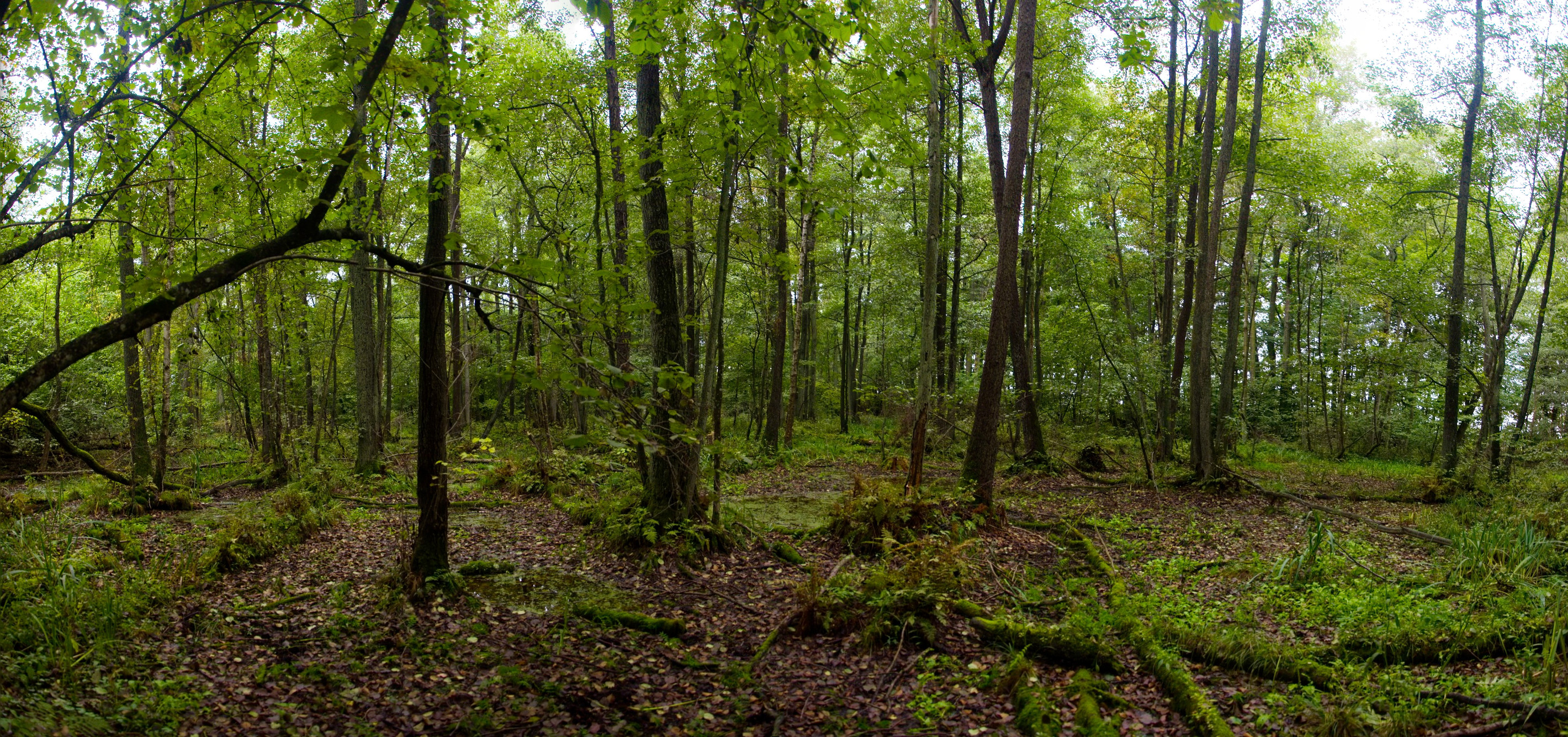

Brzegi wyspy są porośnięte trzciną. Część południowa jest miejscem odpoczynku i wylęgu ptactwa wodnego oraz wielu gatunków ptaków śpiewających. Drzewostan tworzą przede wszystkim drzewa liściaste: dąb, lipa, wiąz, grab, wierzba i leszczyna, w poszyciu dominuje czarny bez.
Wyspa była w posiadaniu rodziny Lehndorffów od połowy XVI do połowy XX w. Lehndorffowie swoją główną siedzibę mieli w Sztynorcie.
Max Toeppen pisał: „Georg Andreas Helwing sławił w 1717 roku polowanie na łosie na wyspie Upałty. Fale jeziora ułatwiały zwierzętom przepływanie na tę wyspę.” Toeppen pisał w innym miejscu, że w XIX w. na wyspie były altany i zagospodarowany park. Na południe od Upałt w odległości 1500 kroków (po lodzie) na małej wysepce hrabia Ernest von Lehndorff pobudował dla upamiętnienia hrabiego Henckla von Donnersmarcka w 1793 piramidę wysokości 40 stóp. Po latach piramida została rozmyta przez fale.

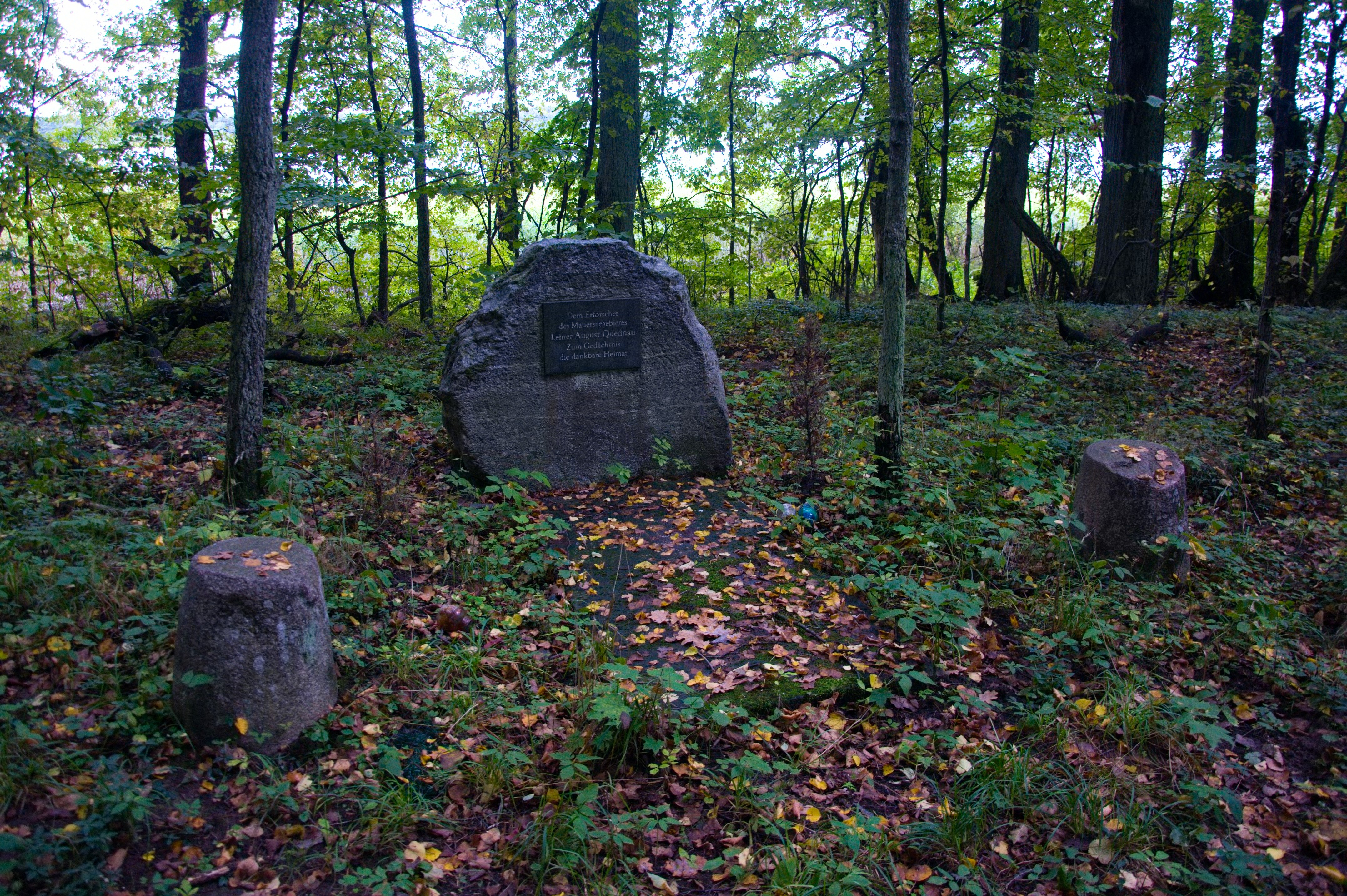
Nagrobek Augusta Quednaua

Blisko zachodniego brzegu wyspy pozostał samotny nagrobek Augusta Quednaua, geografa, nauczyciela z Pniewa.
Przed 1939 rokiem na wyspie była elegancka restauracja, leśniczówka i domki letniskowe. Wszystko to wraz z alejkami i kamiennym molem zlokalizowane było po północnej stronie wyspy. Południowa połowa wyspy była rezerwatem. W przewodniku po Mazurach (według informacji zebranych w 1913) Mieczysław Orłowicz pisał: „Pniewo (Stobben), skąd łodzią przeprawić się można na wyspę Upałty”. W latach 1941–1944 na wyspie stacjonował pododdział ochrony kwatery (OKH) w Mamerkach. W tym czasie wyspa połączona była z lądem mostem drewnianym (most został spalony w 1945). Od mostu był dojazd do drogi między Pniewem a Mamerkami. Na wyspie znajdują się pozostałości betonowych umocnień z tego okresu, po innych budowlach pozostały tylko fundamenty.
Wyspa należy do rezerwatu przyrody „Wyspy na jeziorze Mamry i Kisajno”, informują o tym tablice umieszczone na jej brzegach. Są na niej stanowiska lęgowe rzadkich gatunków ptaków, w tym orła bielika.